# Sgùrr Mhic Chòinnich
Der Sgùrr Mhic Chòinnich ist ein als Munro eingestufter, 948 m (3.110 ft) hoher Berg in den Cuillin Hills auf der schottischen Isle of Skye in der Council Area Highland. Sein gälischer Name kann in etwa mit MacKenzies Felsspitze übersetzt werden. Der Berg wurde nach John MacKenzie benannt, einem lokalen Bergführer aus der Ortschaft Sconser an der Nordostküste von Skye, der an den Erstbesteigungen der Berge auf Skye im 19. Jahrhundert beteiligt war.
Geologisch besteht der Sgùrr Mhic Chòinnich wie der gesamte Westteil der Cuillin Hills aus Gabbro und Basalt. Er liegt im südlichen Teil der Black Cuillin, dem westlichen Teil der Cuillin Hills und weist wie die übrigen Gipfel in diesem Teil der Cuillin Hills steile und felsige Flanken auf. Der keilförmige Felsrücken des Sgùrr Mhic Chòinnich ist Teil des Hauptgrats der Black Cuillin, auf dem er zwischen dem nordwestlich benachbarten, 986 m (3.235 ft) hohen Sgùrr Dearg und dem südlich direkt anschließenden höchsten Gipfel der Cuillin, dem 992 m (3.255 ft) hohen Sgùrr Alasdair, liegt. Vom Sgùrr Dearg ist der Sgùrr Mhic Chòinnich durch den Bealach Coire Lagan getrennt. Von diesem hochgelegenen Sattel zieht sich der schmale und ausgesetzte, als Coireachan Ruadha Crags bezeichnete Grat nach Südosten bis zum Gipfel des Sgùrr Mhic Chòinnich. Vom durch einen kleinen Cairn markierten Gipfel fällt der Grat steil nach Süden in den schmalen Sattel zum Sgùrr Alasdair und dessen Vorgipfel Sgùrr Thearlaich ab. Auch nach den übrigen Seiten besitzt der Gipfel steil und felsig abfallende Flanken. Westlich überragt der Sgùrr Mhic Chòinnich den Talschluss des Coire Lagan. Durch die Westwand zieht sich ein schmales, als Collie’s Ledge bezeichnetes Felsband, über das der Sattel zum Sgùrr Alasdair unter Umgehung der fast senkrecht abfallenden Südseite des Gipfels möglich ist. Nach Nordosten fällt der Sgùrr Mhic Chòinnich steil in das oberhalb von Loch Coruisk und dem Talschluss des River Coruisk liegende Coireachan Ruadha ab.

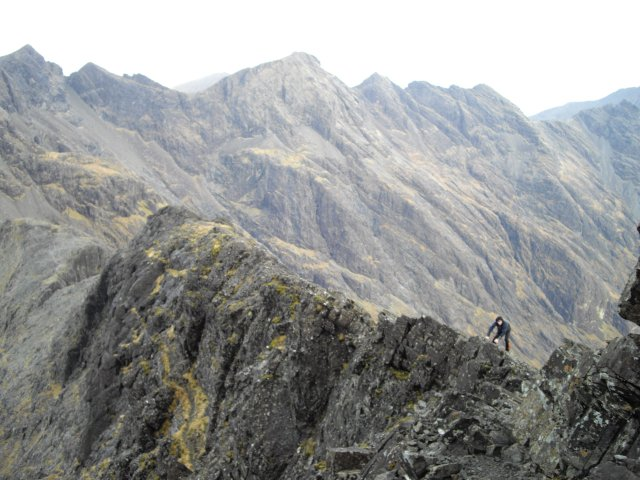
Blick vom Gipfel nach Nordwesten auf die Coireachan Ruadha Crags, im Hintergrund der Sgùrr na Banachdich, der Sgùrr a’ Ghreadaidh und der Sgùrr a’ Mhadaidh
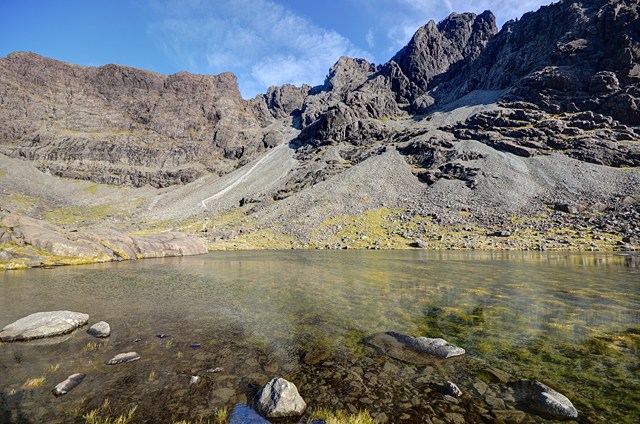
Das obere Coire Lagan, links der Sgùrr Mhic Chòinnich, rechts der Sgùrr Alasdair
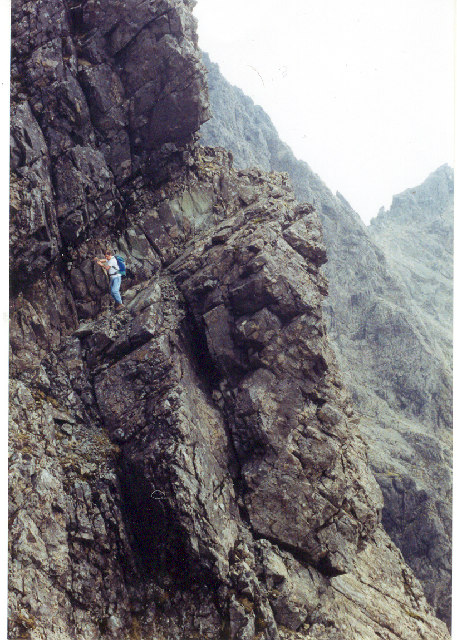
Collie’s Ledge in der Westflanke des Sgùrr Mhic Chòinnich
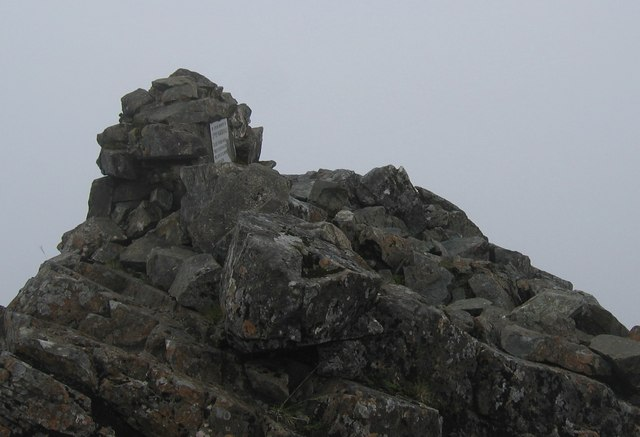
Der Gipfelcairn des Sgùrr Mhic Chòinnich

Der Sgùrr Mhic Chòinnich zählt zu den schwierigeren Gipfeln der Cuillin Hills, seine Besteigung erfordert selbst auf der einfachsten Route Schwindelfreiheit und Grundkenntnisse der Fortbewegung in alpinem Gelände. Ausgangspunkt ist der Parkplatz am Ende der Single track road durch das Glen Brittle südlich von Glenbrittle House. Von dort führt der Anstieg durch das eindrucksvolle Coire Lagan bis an den Wandfuß unterhalb des Sgùrr Mhic Choinnich. Über ein steiles Schotterfeld führt der Anstieg bis auf den Bealach Coire Lagan südöstlich des Sgùrr Dearg, von diesem dann ausgesetzt, teils mit leichter Kletterei über den schmalen Grat der Coireachan Ruadha Crags bis zum Gipfel des Sgùrr Mhic Chòinnich. Aus allen anderen Richtungen erfordert die Besteigung des Gipfels klettertechnische Fähigkeiten. Vom Sgùrr Alasdair ist ebenfalls ein Übergang zum Sgùrr Mhic Chòinnich möglich. Dieser führt unterhalb des Gipfels durch die Westwand über Collie’s Ledge querend auf die Coireachan Ruadha Crags und über diese zum Gipfel.